# Grace Roe
Grace Roe (1885-1979) fue jefa de operaciones de las sufragistas de la Unión Social y Política de Mujeres (WSPU por sus siglas en inglés). Fue liberada de prisión después del estallido de la Primera Guerra Mundial debido a una amnistía para sufragistas negociada con el gobierno por la WSPU.

## Biografía
Roe nació en 1885 en una gran casa victoriana en el sur de Londres. Se educó en Bedales, un internado progresivo de sexo mixto, antes de asistir a la escuela de arte.
Roe se hizo vegetariana cuando tenía 12 años.

## Actividad sufragista

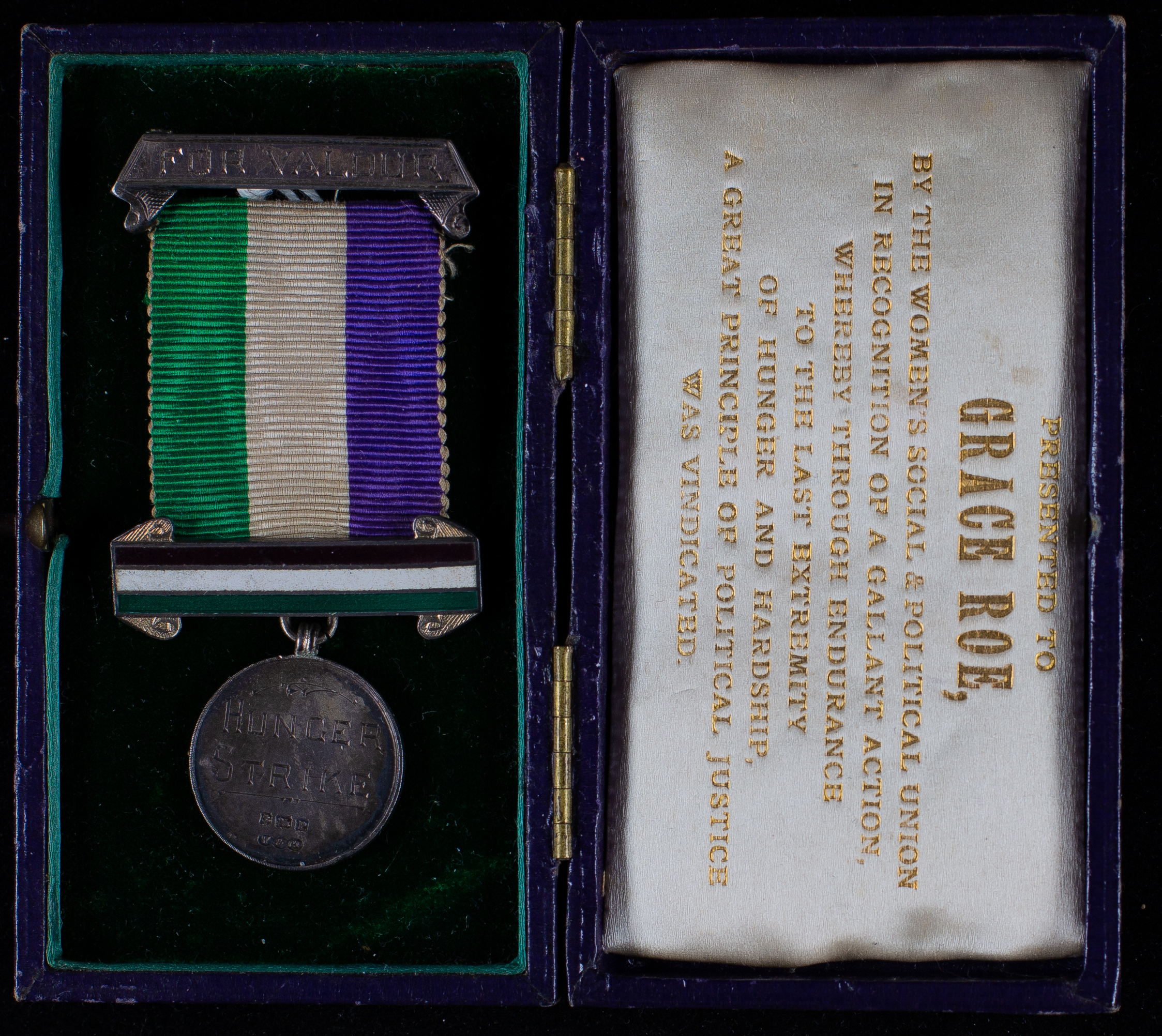
Medalla de la huelga de hambre de Grace Roe, 1914 (frente)

Roe recordaría más tarde que a la edad de seis años estaba ya interesada en los derechos de las mujeres. Decía que conoció a su primera sufragista que estaba escribiendo con tiza "Votos para mujeres" en la acera junto con los detalles de una reunión cuando estaba de compras en Londres. Le impresionó que Lucy Burns viniera de Estados Unidos para luchar por esta causa, cortejando el encarcelamiento.
Le dijeron que las sufragistas no eran "femeninas", por lo que se resistió a unirse a la Unión Social y Política de Mujeres (WSPU) a pesar de estar impresionada por la majestuosa figura de Emmeline Pankhurst y su hija Christabel cuando las escuchó hablar en 1908. Más tarde ese año escuchó hablar a Emmeline Pethick-Lawrence y, dado que era económicamente independiente, optó por unirse a la campaña. Christobel estaba muy cerca de Annie Kenney, quien se había unido a la campaña en 1905. Se ha afirmado que Christobel transfirió su afecto a Grace Roe y que pudieron haber estado en una relación lésbica.
Fue sucedida en 1910 como organizadora de la sucursal de WSPU en Brixton por Helen Craggs. Roe fue enviada a Ipswich y en unos 40 días había transformado la ciudad, que hasta entonces solo había tenido un miembro de la WSPU. Ella tenía su base en el 19 de Silent Street e invitó a otras importantes sufragistas como Marie Brackenbury y Mildred Mansel para ayudar.
En octubre de 1912, George Lansbury renunció a su escaño parlamentario para luchar en una elección parcial en su circunscripción de Bow and Bromley sobre el tema específico del sufragio femenino. Roe fue enviada por la WSPU para liderar su campaña. Perdió ante su oponente conservador, que hizo campaña con el lema "No al gobierno enagua". Sylvia Pankhurst criticó más tarde la campaña de Roe, pero el parlamentario laborista Will Thorne se dio cuenta de que no se podría ganar ningún distrito electoral sobre la base únicamente de los votos de las mujeres.
Roe fue elegida como asistente de Annie Kenney para que ella pudiera asumir el cargo si fuera necesario y, finalmente, Kenney fue arrestada y Roe asumió su papel.
La WSPU otorgó a Roe una medalla de huelga de hambre "por su valor" y un broche de Holloway.
Cuando estalló la guerra en 1914, Roe estaba en prisión; fue liberada como parte del trato alcanzado por la WSPU con el gobierno. La WSPU acordó cesar la disrupción militante y, a cambio, el gobierno liberó a todas las sufragistas y pagó para que la WSPU hiciera una celebración en apoyo del esfuerzo bélico.

## Primera Guerra Mundial
Durante la guerra de 1915, Roe acompañó a Emmeline Pankhurst, Flora Drummond, Norah Dacre Fox y Annie Kenney a Gales del Sur, Midlands y Clydeside en una gira de reclutamiento y conferencias para alentar a los sindicatos a apoyar el trabajo de guerra.

## Legado
Roe fue entrevistada dos veces para la BBC sobre su papel en la lucha por el sufragio. Apareció con su broche de Holloway en una reunión con Leonora Cohen, en la portada de Radio Times.